# لوئیس لوپز
لوئیس لوپز (انگلیسی: Luis López؛ زادهٔ ۸ مهٔ ۲۰۰۱) بازیکن فوتبال است.
وی همچنین در تیم ملی فوتبال زیر ۱۸ سال اسپانیا بازی کرده‌است.